# Хотинівка (Коростенський район)
Хоти́нівка — село в Україні, в Коростенському районі Житомирської області. За переписом 2001 року населення становить 521 осіб.
У XIX столітті — село Малинської волості Радомисльського повіту Київської губернії.

## Історія
У книзі «Список населених місць  Київської губернії» за 1896 рік є відомості про те, що село Хотинівка розташована біля струмку, кількість дворів 201. Населення 1202 людини, з них чоловічої статі 617 і жіночої 585. У селі є водяний млин.
За наступні кілька років село розширилося, а кількість жителів збільшилася на 10 %, про що можна прочитати в книзі «Список населених місць Київської губернії» за 1900 рік: «Село Хотинівка (казене). У ньому дворів 215, жителів обох статей 1360 ос., з них чоловіків 690 і жінок 670. Головне заняття жителів — хліборобство. Відстань від повітового містечка до села 65 верст, від найближчих: пароплавної станції 106 верст, телеграфної та поштової земської 40 верст. У селі числиться — 2040 десятин землі, що належать селянам. Господарство ведеться по трипільній системі землеробства. В селі є: 1 школа грамоти, 1 вітряк і 1 хлібний магазин, де станом на 1 січня 1900 року було 284 чверті озимого і 142 чвертей ярового хліба. Пожежний обоз складається з 3 бочок і 3 багрів».